# Dzwonówka
Dzwonówka (Kanał Dzwonowski) – struga, lewostronny dopływ Małej Wełny o długości 15,11 km i powierzchni zlewni 62,43 km².
Struga płynie w powiecie wągrowieckim i poznańskim. Jej źródła znajdują się w okolicach Dąbrówki Kościelnej. Odwadnia podmokłe tereny, płynąc przez Puszczę Zielonkę. Prowadzi wody do jeziora Dzwonowskiego i dalej do systemu połączonych jezior: Księże, Gackie, Borowe. Poza Puszczą Zielonką, po przepłynięciu przez jezioro Maciejak (gmina Skoki) wpływa do Małej Wełny.